# Teagueia
Teagueia – rodzaj roślin z rodziny storczykowatych (Orchidaceae). Obejmuje 18 gatunków występujących w Ameryce Południowej w Kolumbii, Ekwadorze, Peru.

## Systematyka
Rodzaj sklasyfikowany do podplemienia Pleurothallidinae w plemieniu Epidendreae, podrodzina epidendronowe (Epidendroideae), rodzina storczykowate (Orchidaceae), rząd szparagowce (Asparagales) w obrębie roślin jednoliściennych.
Wykaz gatunków
- Teagueia alyssana Luer & L.Jost
- Teagueia anitana L.Jost & Shepard
- Teagueia barbeliana L.Jost & Shepard
- Teagueia beverlysacklerae L.Jost & Shepard
- Teagueia cymbisepala Luer & L.Jost
- Teagueia jostii Luer
- Teagueia kostoglouana L.Jost & Shepard
- Teagueia lehmannii Luer
- Teagueia lizziefinchiana L.Jost & Shepard
- Teagueia moisesii Chocce & M.E.Acuña
- Teagueia phasmida (Luer & R.Escobar) O.Gruss & M.Wolff
- Teagueia portillae Luer
- Teagueia puroana L.Jost & Shepard
- Teagueia rex (Luer & R.Escobar) O.Gruss & M.Wolff
- Teagueia sancheziae Luer & L.Jost
- Teagueia teaguei (Luer) Luer
- Teagueia tentaculata Luer & Hirtz
- Teagueia zeus (Luer & Hirtz) O.Gruss & M.Wolff